# Championnats d'Asie de boxe amateur 2009
Navigation
Édition précédente Édition suivante
La 25e édition des championnats d'Asie de boxe amateur s'est déroulée à Zhuhai, Chine, du 7 au 13 juin 2009. 

## Résultats

### Podiums
| Catégories                  | Or                   | Argent              | Bronze                                |
| Poids mi-mouches (-48 kg)   | Kaew Pongprayoon     | Nanao Singh         | Nyambayaryn Tögstsogt Ri Chung Il     |
| Poids mouches (-51 kg)      | Suranjoy Singh       | Li Chao             | Olzhas Sattibayev Amnat Ruenroeng     |
| Poids coqs (-54 kg)         | Ma Yunhao            | Tulashboy Doniyorov | Jitender Kumar Liu Shih Jung          |
| Poids plumes (-57 kg)       | Wuttichai Masuk      | Hurshid Tajibayev   | Satoshi Shimizu Javkhlan Bariaddii    |
| Poids légers (-60 kg)       | Serdar Hudayberdiyev | Jai Bhagwan         | Enkhzorig Zorigtbaatar Gani Zhailauov |
| Poids super-légers (-64 kg) | Sanzharbek Rakhmonov | Houman Karami       | Masatsugu Kawachi Chen Tongzhou       |
| Poids welters (-69 kg)      | Serik Sapiyev        | Omar Mammetshayev   | Wei Jen Chang Chen Hongwei            |
| Poids moyens (-75 kg)       | Zhang Jianting       | Ayman Awad          | Najid Salloum Vijender Singh          |
| Poids mi-lourds (-81 kg)    | Elshod Rasulov       | Meng Fanhua         | Dauren Eleusinov Dinesh Kumar         |
| Poids lourds (-91 kg)       | Vassiliy Levit       | Li Bin              | Ihab Almatbouli Ali Mazaheri          |
| Poids super-lourds (+91 kg) | Zhang Zhilei         | Sardor Abdullayev   | Seyed Akbar Hosseini Paramjeet Samota |

### Tableau des médailles
| Place | Pays              | Médaille d'or, Asie | Médaille d'argent, Asie | Médaille de bronze, Asie | Total |
| ----- | ----------------- | ------------------- | ----------------------- | ------------------------ | ----- |
| 1     | Chine             | 3                   | 3                       | 2                        | 8     |
| 2     | Ouzbékistan       | 2                   | 3                       | 0                        | 5     |
| 3     | Kazakhstan        | 2                   | 0                       | 3                        | 5     |
| 4     | Thaïlande         | 2                   | 0                       | 1                        | 3     |
| 5     | Inde              | 1                   | 2                       | 4                        | 7     |
| 6     | Turkménistan      | 1                   | 1                       | 0                        | 2     |
| 7     | Iran              | 0                   | 1                       | 2                        | 3     |
| 8     | Jordanie          | 0                   | 1                       | 1                        | 2     |
| 9     | Mongolie          | 0                   | 0                       | 3                        | 3     |
| 10    | Japon             | 0                   | 0                       | 2                        | 2     |
| 10    | Taipei chinois    | 0                   | 0                       | 2                        | 2     |
| 12    | Liban             | 0                   | 0                       | 1                        | 1     |
| 12    | Corée du Nord     | 0                   | 0                       | 1                        | 1     |
| Total | 13 pays médaillés | 11                  | 11                      | 22                       | 44    |